# 白石峠 (神奈川県・山梨県)
白石峠（しらいしとうげ）は、丹沢山地西部、神奈川県足柄上郡山北町と山梨県南都留郡道志村の境にある標高1,307 mの峠である。

## 概要
大室山から三国山へ伸びる甲相国境尾根の東部にある峠であり、加入道山と水晶沢ノ頭の中間に位置する。峠の東側（神奈川県側）は丹沢大山国定公園に指定されており、西側（山梨県側）は横浜市水道局の水源源涵養林として管理されている。
国土地理院や昭文社の地形図では1,307 mのピーク上が白石峠の扱いとなっているが、白石沢（西丹沢ビジターセンター方面）へ下る登山道が分岐する白石峠分岐はピーク北側の標高約1,290mの鞍部に位置しており、白石峠の標識もこの鞍部に設置されている。

## 峠の歴史
今は登山者や林業関係者しか訪れない静かな峠であるが、かつては上峠やお茶煮のコシッパとも呼ばれ、相模（現神奈川県）の中川・箒沢集落と甲斐（現山梨県）の上道志地域とを結ぶ交易路として利用されていた。
現在、神奈川側は白石沢沿いに峠まで登山道がつけられ、東海自然歩道の一部として整備されている。山梨側の峠道は廃道となっているが、加入道山の手前から道志へ下る登山道がつけられている。しかし、この道志へ下る道は歩く者が少ないため、やや歩きにくい道となっている。

## 峠の名の由来
白石峠の名は、その名の通り白い石に由来するものである。西丹沢地域の多くは地質的にトーナル岩や石英閃緑岩、斑れい岩などの深成岩類で構成されているが、西丹沢地域の中央部を流れる中川川の上流部の白石沢に入るとトーナル岩の割合が少なくなり、大理石（結晶質石灰岩）やホルンフェルスなどの変成岩が確認できるようになる。
この白石沢や白石峠を挟んで山梨側へ流れる湯花ノ沢（道志川の支流）は大理石が多く見られる沢であり、前者の上流部には大理石の岩壁を流れ落ちる白石の滝があり、沢沿いの登山道から滝の姿をわずかに望むことができる。また、後者の沢の上部ではかつて大理石を採集した跡が見られる。
このように峠の両側に大理石の白い石が多いことから白石峠と呼ばれてきた。なお、この地域の大理石やホルンフェルスなどの鉱物は神奈川県の天然記念物に指定されており、採取は禁止されている。

## 周辺の山
| 山容 | 名称         | 標高（m） | 白石峠からの 方角と距離（km） | 備考                            |
| ---- | ------------ | --------- | ----------------------------- | ------------------------------- |
|      | 菰釣山       | 1,379     | 南西 7.5                      | こもつるしやま                  |
|      | 大界木山     | 1,246     | 南西 3.8                      | だいかいぎやま                  |
|      | 鳥ノ胸山     | 1,208     | 西 3.5                        | とんのむねやま 山梨百名山       |
|      | 畦ヶ丸       | 1,293     | 南南西 3.1                    |                                 |
|      | シャガクチ丸 | 1,191     | 南南西 1.7                    |                                 |
|      | 水晶沢ノ頭   | 1,278     | 南南西 0.5                    |                                 |
|      | 白石峠       | 1,307     | 0                             |                                 |
|      | 加入道山     | 1,418     | 北 0.7                        |                                 |
|      | 馬場峠       | 1,380     | 北北東 0.8                    | 神奈川県で最も標高の高い峠      |
|      | 大室山       | 1,588     | 東北東 2.3                    | 甲相国境尾根最高地点 山梨百名山 |
|      | 犬越路       | 1,060     | 東南東 3.1                    |                                 |
|      | 檜洞丸       | 1,601     | 東南東 5.9                    | ひのきぼらまる                  |

## 周辺の山小屋

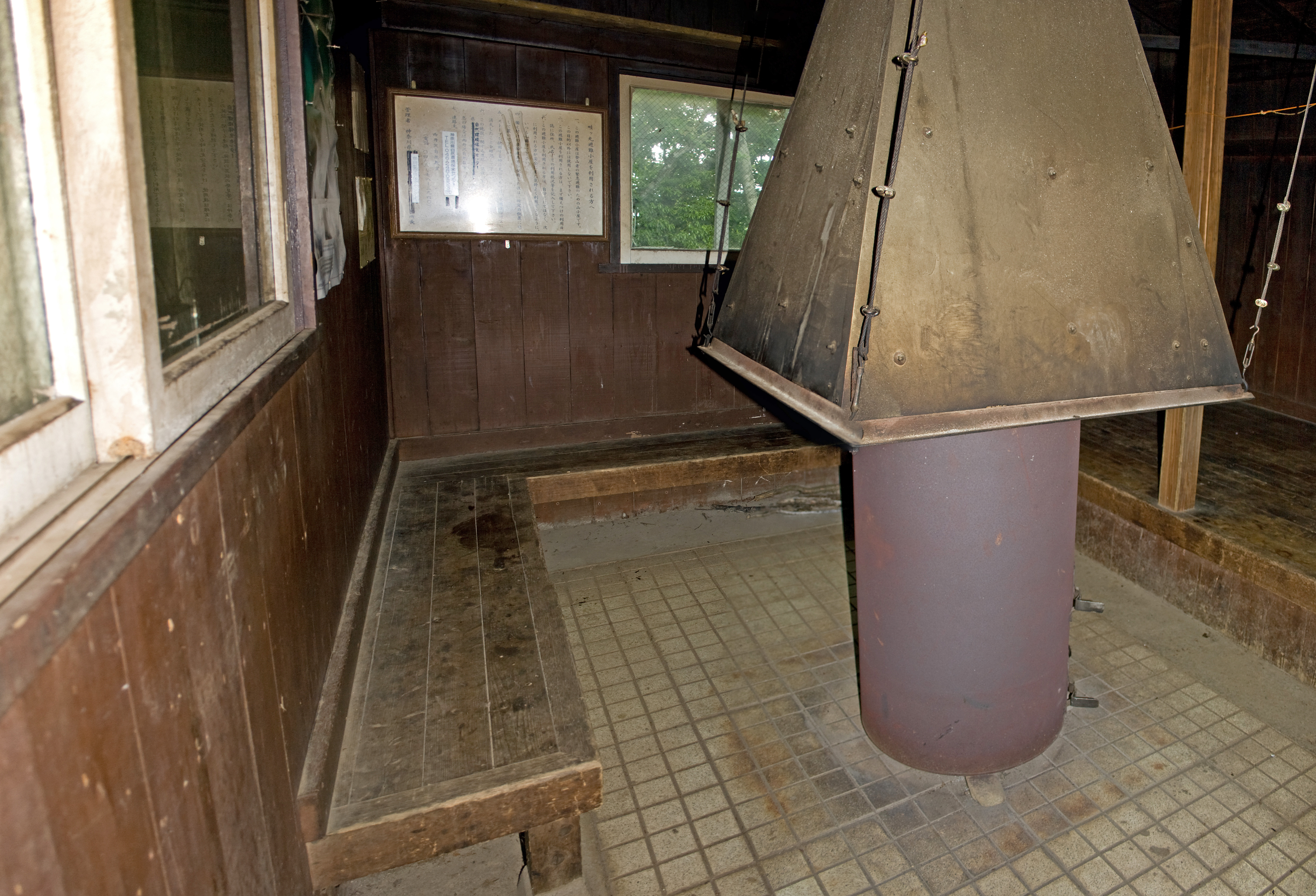
畦ヶ丸避難小屋の内観

最寄りの山小屋は加入道山山頂付近に位置する加入道避難小屋であるが、檜洞丸の青ヶ岳山荘を除いて丹沢山地西部の山小屋は無人小屋であり、宿泊の際は寝具や自炊具などの登山装備が必要となる。
| 画像 | 名称           | 位置                      | 白石峠からの 方角と距離（km） | 備考                 |
| ---- | -------------- | ------------------------- | ----------------------------- | -------------------- |
|      | 菰釣避難小屋   | 菰釣山の東 ブナ沢乗越の西 | 南西 6.7                      | 無人小屋・トイレなし |
|      | 畦ヶ丸避難小屋 | 畦ヶ丸山頂付近            | 南南西 3.1                    | 無人小屋・トイレあり |
|      | 加入道避難小屋 | 加入道山山頂付近          | 北 0.7                        | 無人小屋・トイレなし |
|      | 犬越路避難小屋 | 犬越路                    | 東南東 3.1                    | 無人小屋・トイレあり |